# 24200 Петербрукс
24200 Петербрукс (24200 Peterbrooks) — астероїд головного поясу, відкритий 6 грудня 1999 року.
Тіссеранів параметр щодо Юпітера — 3,493.